# Thilda Harlor
Jeanne Fernande Perrot, dite Thilda Harlor, née le 7 août 1871 dans le 6e arrondissement de Paris et morte le 28 décembre 1970 dans le 5e arrondissement de Paris, est une critique d'art, journaliste féministe et femme de lettres française. 

## Biographie
Elle est la fille du chimiste Eugène Dominique Perrot (1844-1884) et de la militante féministe et journaliste Amélie Hammer (1851-1943), née Amélie Sylvie Ragon. Son père quitte sa mère alors que Jeanne n'est qu'une enfant ; cette dernière le détestera le reste de sa vie. Sa mère épouse en 1886 le violoniste et compositeur Richard Hammer (1828-1907),. La jeune femme bénéficiera ainsi d'une excellente formation musicale de la part de son beau-père et sera une excellente pianiste.
Elle est également, du côté maternel, l'arrière-petite-fille de Jean-Marie Ragon.
En 1895, elle rencontre à une conférence de la Ligue française pour le droit des femmes (LFDF), où elle militait à l'instar de sa mère, le féministe engagé Léopold Lacour (1854-1939) qui, quoique marié, sera son compagnon de vie. En 1897, elle devient journaliste, signant ses articles sous le pseudonyme « Harlor », formé à partir de trois lettres du nom de « Hammer » et trois de « Lacour », ses deux pères spirituels. Elle rajoute aussi parfois le prénom exotique « Thilda ».
Thilda Harlor est connue comme critique d'art : elle a préfacé, notamment, le catalogue de l'exposition Girieux, Launay, Picasso et Pichot du 15 novembre au 15 décembre 1902 à la galerie Berthe Weill.
Dans le monde du journalisme, elle débute à La Fronde, périodique féministe fondé par Marguerite Durand (où elle dirige la rubrique beaux-arts), écrit dans Le Journal des femmes, La Revue socialiste, etc. En 1901, elle participe à la création du Conseil national des femmes françaises. En 1904, elle reproche à la Société nationale des beaux-arts de ne pas compter de femmes dans ses comités, de même qu'au Syndicat de la presse artistique. En 1917, elle critique les pacifistes et soutient l'effort de guerre. Elle est directrice de la bibliothèque féministe fondée par Marguerite Durand (BMD), de la mort de cette dernière en 1936 jusqu'en 1945.
En tant que femme de lettres, elle publie des romans et des biographies, par exemple de son compagnon Léopold Lacour et du poète ouvrier Gabriel Gauny. Son premier livre, Le Triomphe des vaincus, paraît en 1908 à Barcelone et Paris. En 1930, elle reçoit le prix George-Sand. L'Académie française lui décerne le prix d'Académie en 1931 pour Arielle, fille des champs, le prix Georges Dupau en 1944 et le prix Valentine-de-Wolmar en 1960, pour l'ensemble de son œuvre.
Elle meurt le 28 décembre 1970, en son domicile parisien du 63 boulevard Saint-Michel.
Son manuscrit autobiographique, Mes chemins (1944-1945), ne devient selon sa volonté communicable qu'au trentième anniversaire de sa mort, donc en 2000. Il est conservé par la BMD,.
Eva Minard lui a consacré deux mémoires de recherche.

## Œuvres
- Le Triomphe des vaincus, Bibliothèque des réformes sociales, 1908, roman
- Tu es femme..., Plon-Nourrit et Cie, 1913
- Léopold Lacour, Bibliothèque internationale d'édition E. Sansot et Cie, 1914, biographie
- Liberté, liberté chérie, G. Crès, 1916
- Le Pot de réséda, A. Michel, 1921, roman
- Benvenuto Cellini, Nilsson, 1924, biographie
- Les Fers forgés d'Emile Robert, Éditions de la Gazette des Beaux-arts, 1925
- Arielle, fille des champs, Le Rouge et le Noir, 1930, roman
- Gustave Geffroy, Privas, 1934, biographie
- Georges Lecomte, Privas, 1935, biographie
- Pascale, ou l'École du bonheur, Éditions du Dauphin, 1955, roman
- Les Énamourés, Éditions du Manuscrit, 1960, contes
- Un ouvrier poète. Gabriel Gauny, 1806-1889, Éditions du manuscrit, 1962, biographie
- Est-ce un crime ?, Éditions du Manuscrit, 1964